# دمیتری کارپوف
دمیتری کارپوف (انگلیسی: Dmitriy Karpov؛ زادهٔ ۲۳ ژوئیهٔ ۱۹۸۱) ورزشکار ده‌گانه اهل قزاقستان است.
وی در مسابقات کشوری و بین‌المللی در مجموع برندهٔ ۵ مدال طلا، ۱ مدال نقره، ۴ مدال برنز شده‌است.